# Elsie Van Name
Elsie Jane Van Name (1890-4 de noviembre de 1934) fue una guionista y actriz estadounidense activa durante la época del cine mudo de Hollywood.

## Biografía
Fue la segunda esposa del actor y director Francis Ford, a quien conoció cuando coprotagonizaron juntos una obra de teatro. La pareja se casó en Nueva York en 1909. Trabajaron juntos en varios proyectos, aunque su relación parece haber sido difícil.
Se separaron al principio del matrimonio (Ford siguió temporalmente con la actriz Grace Cunard), pero volvieron a casarse en Los Ángeles en 1916. La pareja fundó Fordart Films en 1917, y estrenó la película Berlin Via America bajo esta enseña.
En 1919, mientras Ford estaba de viaje en un rodaje, Elsie lo dejó brevemente por su gerente de negocios y vendió el estudio. Murió en Los Ángeles el 4 de noviembre de 1934, y le sobrevivieron Ford (con quien aún estaba casada) y sus dos hijos.

## Filmografía seleccionada
Como guionista:
- Storm Girl (1922)
- The Great Reward (1921) (serial)
- Crimson Shoals (1919)
- The Mystery of 13 (1919)
- The Silent Mystery (1918) (serial)
- Berlin Via America (1918)
- The Mystery Ship (1918) (serial)

Como actriz:
- The Mystery of 13 (1919)
- The Silent Mystery (1918) (serial)
- The Mystery Ship (1918) (serial)
- John Ermine of Yellowstone (1917)